# ان کرتیس
اَن کرتیس (انگلیسی: Anne Curtis؛ ‏ تلفظ در تاگالوگ: [ˈkəɹ.tɪs]؛ زادهٔ ۱۷ فوریهٔ ۱۹۸۵) بازیگر، مجری تلویزیون و خواننده فیلیپینی‌تبار اهل استرالیا است. او به‌خاطر فعالیت‌های متنوعش در تولیدات سینمایی و تلویزیونی شناخته می‌شود و یکی از موفق‌ترین و پردرآمدترین بازیگران زن فیلیپینی در نسل خود به‌شمار می‌آید. او چندین بار از سوی مجله تتلر به‌عنوان یکی از تأثیرگذارترین فیلیپینی‌های آسیا معرفی شده است. کرتیس در سال ۲۰۲۴ به چهارمین فیلیپینی تبدیل شد که تندیس مومی او در موزه مادام توسو در هنگ‌کنگ به نمایش درآمد.
از فیلم‌ها یا مجموعه‌های تلویزیونی که وی در آن‌ها نقش داشته است، می‌توان به رابطهٔ پنهانی (۲۰۱۲) اشاره نمود.